# The Demon Prince
The Demon Prince (jap.: 百千さん家のあやかし王子 Momochi-san Chi no Ayakashi Ōji) ist eine Mystery-Manga-Serie der japanischen Zeichnerin Aya Shōoto. Die über 2.000 Seiten umfassende Serie wurde in sechs Sprachen übersetzt und in Japan auch als Hörspiel und für die Bühne adaptiert.

## Inhalt
Himari Momochi ist ein Waisenkind im Alter von 16 Jahren. Unerwartet wird sie zu ihrem Geburtstag Erbin des Hauses ihrer verstorbenen Eltern. Als sie einziehen möchte, wird sie davor gewarnt, dass es darin spuke. Als sie dort ankommt, stellt sich die Momochi-Villa als malerisches Haus heraus, das jedoch von Geistern besessen ist: Aoi, Yukari und Ise. Zwar sind die Geister nicht gleich bösartig, ja sogar gutaussehend, wollen Himari das Haus aber nicht überlassen. Für sie ist der Ort, dessen Schutzgeist Aoi ist, an der Schwelle zwischen Menschen- und Geisterwelt von besonderer Bedeutung. Himari bleibt dabei, dort wohnen zu wollen und beginnt die Villa aufzuräumen. Sie ärgert sich auch damit herum, dass es in der Villa keine elektrischen Geräte gibt. Was an Ise liegen könnte, der Himaris Handy in kürzester Zeit kaputt macht. Doch eines Nachts tauchen kleine Spukgestalten bei Himari auf. Es sind Ayakashi, kleine Geister, die Yukari und Ise geschickt haben, um Himari zu vertreiben. Es stellt sich heraus, dass Yukari ein Mizuchi, ein chinesischer Wasserdrache und Ise ein Shoujou, ein affenähnliches Fabelwesen, sind. Nur Aoi scheint ein Mensch zu sein. Und er steht anscheinend auf Himaris Seite, denn er hält seine Freunde davon ab, sie weiter zu ärgern. Diese Geister zeigen ihr, dass es doch spukt. Sie rennt aus dem Haus und wird dort von einem Dämonen attackiert, der sie beinahe umbringt. Aoi kann Himari noch retten, wobei sich da offenbart, dass Aoi auch über dämonische Kräfte verfügt und der Gott des Hauses der Momochis ist. Er hat starke Kräfte und muss das Haus beschützen, welches die Grenze zwischen Menschenwelt und die Welt der Dämonen darstellt. Himari erkennt das wahre Wesen von Aoi und schafft es sie zu besänftigen. Ab diesem Moment beginnt das Zusammenleben von Himar und ihren Geistefreunden.

## Figuren
Himari Momochi (百千 ひまり)
Sie ist die Hauptfigur der Geschichte. An ihrem 16. Geburtstag hat sie das Haus der Momochis geerbt.
Aoi Nanamori (七守 葵)
Um sich zu verstecken, betrat er im Alter von 10 Jahren das Haus der Momochis. Er wurde zum Beschützer des Hauses, dem Omamori-sama. Seither kann er sich in eine Nue, eine Chimäre, mit übernatürlichen Fähigkeiten verwandeln. Er ist an das Haus gebunden und kann dieses nicht mehr verlassen.
Ise (伊勢)
Er ist ein Shōjō, ein legendäres Fabelwesen aus der chinesischen Mythologie und ähnelt einem Affen, sowie einer von Aois Shikigamis.
Yukari (紫)
Er ist ein Mizuchi, ein legendärer Wasserdrache bzw. Wassergott, und einer von Aois Shikigamis.

## Veröffentlichung
Die Serie erschien zunächst ab Juli 2013 in Einzelkapiteln im Magazin Asuka beim Verlag Kadokawa Shoten. Die Veröffentlichung im Magazin wurde im August 2019 abgeschlossen. Der Verlag brachte die Kapitel auch in 16 Sammelbänden heraus. Ein Hörspiel zur Serie erschien 2015 auf CD, die Sprecher waren Kenn als Aoi Nanamori, Koji Yusa als Yukari, Yuuki Ono als Ise und Saki Fujita als Himari Momochi. Ebenfalls 2015 startete eine Adaption als Theaterstück.
Die Bände werden von Hirofumi Yamada ins Deutsche übersetzt und seit 2015 bei Carlsen Manga in Deutschland veröffentlicht. Außerdem erscheint der Manga bei Viz Media auf Englisch, bei Soleil auf Französisch, bei J-Pop auf Italienisch, bei Waneko auf Polnisch und bei Kadokawa selbst in Taiwan.

## Rezeption
Die deutsche Zeitschrift Animania empfiehlt die Serie besonders Fans, vor allem weiblichen, von Fantasy und japanischen Fabelwesen – vor allem weil die hier auftretenden sonst selten in Geschichten vorkommen. Die sich entspinnende romantische Geschichte zwischen Mädchen und Geist sei typisch für die Autorin mit „zum Sterben schönen Bishōnen“, hier als Mischwesen mit Tierattributen, inszeniert. Die Umsetzung gelinge ihr im Unterschied zu Vorgängerwerken nun auch beim Charakterdesign, Seitenlayout und der Dramaturgie fast mängellos.